# Så den ädla säden
Så den ädla säden är en sång med text skriven före 1878 av Knowles Shaw. Musiken är skriven av George A. Minor. Texten översattes till svenska 1888 av O L Bodin. Den bygger på Psaltaren 126:5-6.

## Publicerad i
- Hjärtesånger 1895 som nr 173 under rubriken "Missionssånger".
- Musik till Frälsningsarméns sångbok 1907 som nr 198.
- Frälsningsarméns sångbok 1929 som nr 399 under rubriken "Strid och verksamhet - Maning till kamp".
- Svensk söndagsskolsångbok 1929 som nr 187 under rubriken "Missionssånger".
- Segertoner 1930 som nr 170.
- Musik till Frälsningsarméns sångbok 1945 som nr 469.
- Segertoner 1960 som nr 170.
- Frälsningsarméns sångbok 1968 som nr 496 under rubriken "Kamp och seger".
- Segertoner 1988 som nr 436 under rubriken ""Den kristna gemenskapen - Vittnesbörd - tjänst - mission".[1]
- Frälsningsarméns sångbok 1990 som nr 649 under rubriken "Strid och kallelse till tjänst".